# Wetterstein
Wetterstein er en bjergkæde på grænsen mellem Tyskland (Bayern) og Østrig (Tyrol) med bl.a. Tysklands højeste bjerg, Zugspitze (2.962 moh.).
Zur Navigation springen
Zur Suche springen

## Afgrænsning
Wetterstein ligger mellem Bayerische Voralpen i nord, Karwendel i øst, Stubaier Alperne i syd og Lechtaler Alperne i vest. Grænserne følger floden Loisach fra Ehrwald i vest til Garmisch-Partenkirchen i nord. I øst dannes grænsen af Isardalen og Seefeld-plateauet. Mod syd når de til Oberinntal og til Gurgltal og Fernpasset i vest.

## Dale og anden inddeling
På østsiden af bjergkæden ligger Leutaschdalen, som har vejforbindelse til Mittenwald i nord, Seefeld i øst og Oberinntal i syd. Gaistal, som er en sidedal af Leutaschdalen, deler bjergkæden i den egentlige Wetterstein i nord og Mieming-kæden (Mieminger Kette) i syd. Sidstnævnte betragtes af nogle som en selvsteændig bjergkæde, og ikke som en del af Wetterstein.

## Toppe
De højeste toppe i (den egentlige) Wetterstein er:
- Zugspitze (2.962 moh.)
- Schneefernerkopf (2.875 moh.)
- Zugspitzeck (2.810 moh.)
- Wetterspitze (2.750 moh.)
- Hochwanner (2.746 moh.)

De højeste toppe i Mieming-kæden er
- Hochplattig (2.768 moh.)
- Griesspitzen (2.751 moh.)
- Hochwand (2.721 moh.)
- Mitterspitzen (2.705 moh.)
- Grünstein (2.666 moh.)
- Hohe Munde (2.662 moh.)

## Geologi
Wetterstein består af dolomit, en hård kalksten. På grund af wettersteinkalkens høje indhold af bly, zink og sølv har der været en del minedrift i området.